# Barnaoel
Barnaóél (Russisch: Барнау́л) is een stad in Rusland. Het is de hoofdstad van kraj Altaj en is met ruim 600.000 inwoners ook de grootste plaats van het gebied. De stad ligt aan de rivier de Ob, de langste van het land. De grens met Kazachstan ligt ongeveer 100 kilometer ten westen van de stad.

## Geschiedenis
Barnaoel is een van de oudste steden van Siberië. De stad werd in 1730 gesticht als Kozakkenfort en werd een jaar later een 'echte' stad. De stad werd groot onder meer dankzij de mijnbouw: in en rond de stad werd zeer veel zilver gewonnen, onder leiding van Akinfi Demidov. Later nationaliseerde Catharina de Grote de mijnen, omdat Rusland in die tijd geen grote zilverwingebieden had.
Vanaf het begin van de twintigste eeuw werd Barnaoel ook belangrijk als handelscentrum. In 1902 werd een handelsroute door het Altaj gebergte naar Mongolië geopend. In 1915 kreeg de economie nog een impuls toen de stad werd aangesloten op de Turkestan-Siberische spoorlijn en zo een verbinding kreeg met de trans-Siberische spoorweg en Centraal-Azië.
In 1917 werd een groot deel van de stad verwoest door een enorme brand. Na de brand werd de stad opgebouwd als 'tuinstad' met veel groenvoorzieningen.
In de communistische tijd groeide de stad zeer snel. In deze tijd werden ook zeer veel betonnen flats gebouwd, zoals die in vrijwel elke stad in Rusland te vinden zijn. Zoals heel Rusland werd ook Barnaoel halverwege de jaren 90 hard geraakt door de economische crisis. Sindsdien trekt de economie van Barnaoel weer sterk aan, wat zich weerspiegelt in de bouw van vele dure appartementencomplexen in de stad.

## Russische Duitsers
Barnaoel kent zeer veel inwoners van Duitse komaf, ongeveer 10 % van de bevolking. De oorsprong hiervan dateert al uit de tijden van Catharina de Grote, toen mensen uit Duitsland werden aangetrokken om zich in deze regio te vestigen. Veel later, tijdens de Stalinistische periode werden veel Russische Duitsers gedwongen zich in deze regio te vestigen.
Door dit feit heeft Barnaoel nog een bijzondere band met Duitsland. Dit is zelfs in het straatbeeld te merken: de stadsbussen van Barnaoel zijn allemaal tweedehands uit Duitsland overgenomen.

## Klimaat
| Maand                       | jan   | feb   | mrt   | apr   | mei  | jun  | jul  | aug  | sep  | okt  | nov   | dec   | Jaar  |
| --------------------------- | ----- | ----- | ----- | ----- | ---- | ---- | ---- | ---- | ---- | ---- | ----- | ----- | ----- |
| Hoogste maximum (°C)        | 4,2   | 7,4   | 16,4  | 31,1  | 37,4 | 36,6 | 37,9 | 38,3 | 34   | 27,4 | 15,3  | 6,3   | 38,3  |
| Gemiddeld maximum (°C)      | −10,8 | −9,2  | −1,9  | 9     | 18,8 | 24,4 | 26,3 | 23,3 | 17,5 | 8    | −2,7  | −9,5  | 7,7   |
| Gemiddelde temperatuur (°C) | −15,7 | −15   | −7,2  | 3     | 11,7 | 17,6 | 19,8 | 16,6 | 10,9 | 2,4  | −6,7  | −13,8 | 2     |
| Gemiddeld minimum (°C)      | −19,8 | −19,6 | −12,5 | −1,6  | 5,8  | 11,6 | 14,2 | 11,3 | 5,7  | −1,2 | −11   | −18,3 | −2,9  |
| Laagste minimum (°C)        | −47,6 | −42,9 | −35,5 | −27,6 | −8,8 | −1,2 | 2,9  | 0,4  | −7,8 | −27  | −38,9 | −43,1 | −47,6 |
|                             |       |       |       |       |      |      |      |      |      |      |       |       |       |
| Neerslag (mm)               | 26    | 19    | 18    | 25    | 39   | 44   | 62   | 49   | 28   | 50   | 34    | 26    | 420   |
| Bron: (ru) Weer en klimaat  |       |       |       |       |      |      |      |      |      |      |       |       |       |

## Geboren
- Sergej Klevtsjenja (1971), schaatser
- Andrej Gretsjin (1987), zwemmer
- Jelena Arzjakova (1989), atlete
- Aleksandr Jerochin (1989), voetballer
- Jana Kirpitsjenko (1996), langlaufster
- Viktor Moesjtakov (1996), schaatser

## Galerij

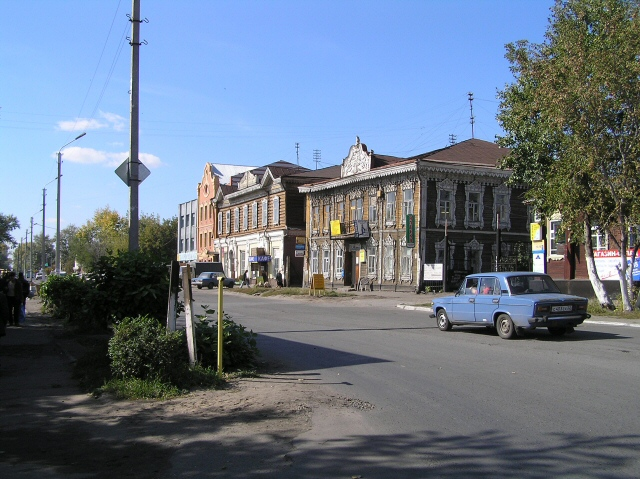
Klassieke Siberische huizen in Barnaoel
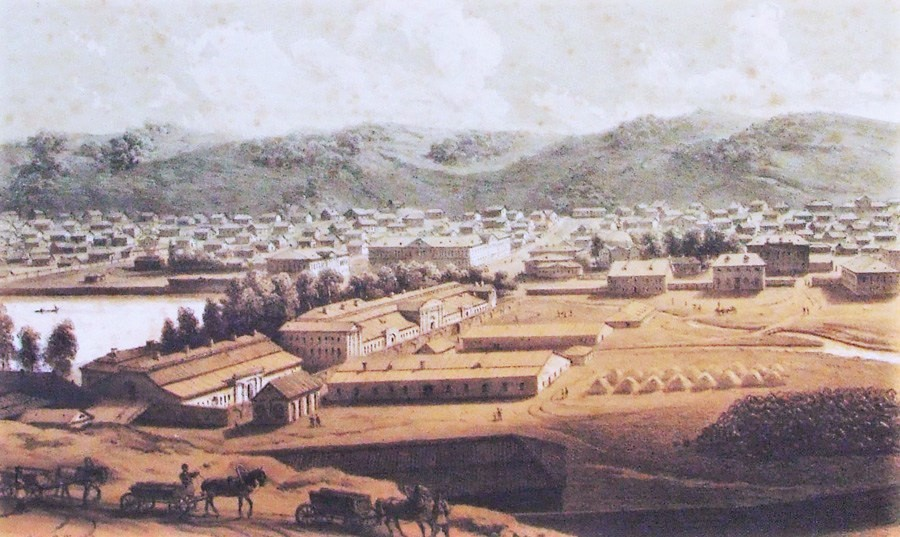
Barnaoel vanaf de rechteroever van de Barnaoelkarivier (gravure 2e helft 19e eeuw)
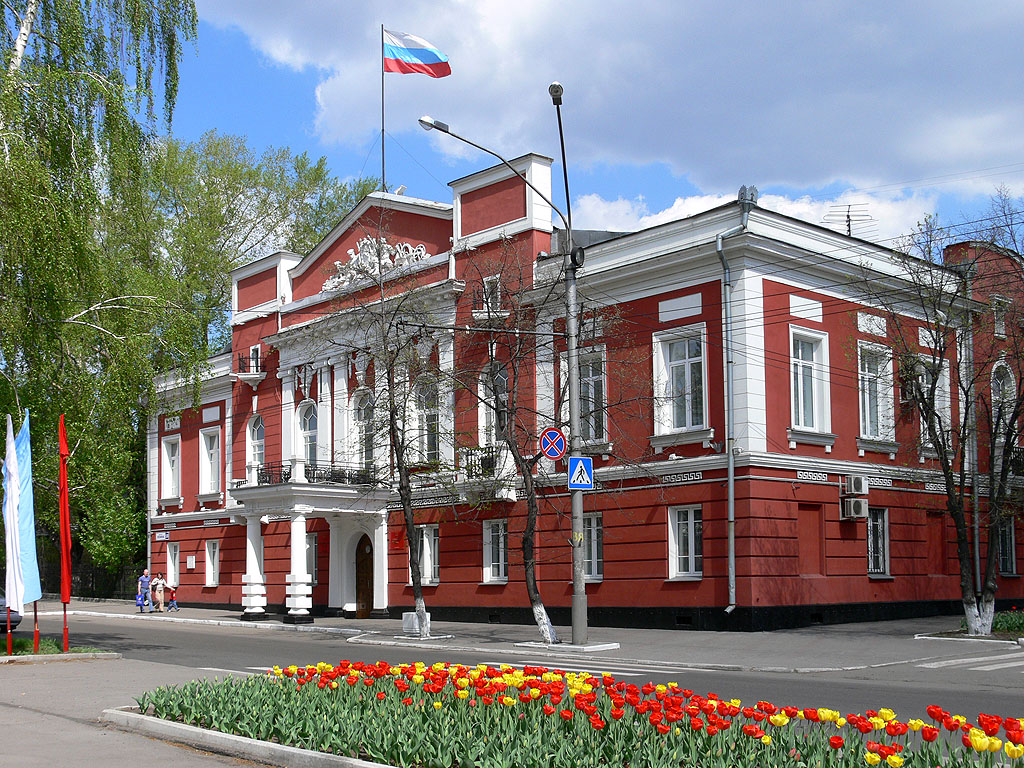
Stadsdoemagebouw

Bestuurlijk centrum: Barnaoel

Alejsk · Belokoericha · Biejsk · Gornjak · Jarovoje · Kamen aan de Ob · Novoaltajsk · Roebtsovsk · Slavgorod · Zarinsk · Zmeinogorsk